# Bodtjärnen (Junsele socken, Ångermanland, 707017-155660)
Bodtjärnen är en sjö i Sollefteå kommun i Ångermanland och ingår i Ångermanälvens huvudavrinningsområde.